# Arizona Tennis Classic 2024
L'Arizona Tennis Classic 2024 è stato un torneo maschile tennis professionistico. È stata la 4ª edizione del torneo, facente parte della categoria Challenger 175 nell'ambito dell'ATP Challenger Tour 2024, con un montepremi di 225 000 $. Si è giocato dal 12 al 17 marzo 2024 sui campi in cemento del Phoenix Country Club di Phoenix, negli Stati Uniti.

## Partecipanti

### Teste di serie
| Nazionalità | Giocatore               | Ranking* | Testa di serie |
| ----------- | ----------------------- | -------- | -------------- |
| Stati Uniti | Christopher Eubanks     | 34       | 1              |
| Austria     | Sebastian Ofner         | 38       | 2              |
|             | Roman Safiullin         | 42       | 3              |
| Germania    | Yannick Hanfmann        | 57       | 4              |
| Portogallo  | Nuno Borges             | 60       | 5              |
| Spagna      | Roberto Carballés Baena | 64       | 6              |
| Australia   | Aleksandar Vukic        | 69       | 7              |
| Francia     | Arthur Cazaux           | 77       | 8              |

* Ranking al 4 marzo 2024.

### Altri partecipanti
I seguenti giocatori hanno ricevuto una wild card per il tabellone principale:
- Matteo Berrettini
- Denis Kudla
- Michael Mmoh

I seguenti giocatori sono entrati in tabellone come alternate:
- Arthur Cazaux
- Fabio Fognini
- Quentin Halys
- Thanasi Kokkinakis
- Constant Lestienne
- Maximilian Marterer
- Hamad Međedović
- Benoît Paire
- Arthur Rinderknech
- Jurij Rodionov
- Jeffrey John Wolf

I seguenti giocatori sono passati dalle qualificazioni:
- Cristian Garín
- Térence Atmane
- Emilio Nava
- Adam Walton
- Zachary Svajda
- Mitchell Krueger

Il seguente giocatore è entrato in tabellone come lucky loser:
- Vít Kopřiva

## Punti e montepremi
| Torneo    | Torneo              | V      | F      | SF     | QF    | 2T    | 1T    | Q | Q2    | Q1  |
| Singolare | Punti               | 175    | 90     | 50     | 25    | 13    | 0     | 6 | 3     | 0   |
| Singolare | Premi in denaro ($) | 29 800 | 17 550 | 10 395 | 6 050 | 3 560 | 2 155 | – | 1,075 | 540 |
| Doppio    | Punti               | 175    | 90     | 50     | 25    | –     | 0     | – | –     | –   |
| Doppio    | Premi in denaro ($) | 12 840 | 7 460  | 4 475  | 2 650 | –     | 1,490 | – | –     | –   |

## Campioni

### Singolare
Nuno Borges ha sconfitto in finale  Matteo Berrettini con il punteggio di 7–5, 7–6(4).

### Doppio
Sadio Doumbia /  Fabien Reboul hanno sconfitto in finale  Rinky Hijikata /  Henry Patten con il punteggio di 6–3, 6–2.